# Iván García Martínez
Iván García Martínez (Marín, 10 agosto 1997) è un taekwondoka spagnolo. Agli europei di Sofia 2021 ha vinto la medaglia di bronzo nel torneo degli oltre 87 chilogrammi. 

## Palmarès
- Europei

Sofia 2021: bronzo nei +87 kg.